# Sang et Lumières
Sang et Lumières est un roman écrit par Joseph Peyré publié aux Éditions Grasset en 1935, qui a reçu le prix Goncourt la même année.

## Résumé
Ricardo Garcia, torero célèbre, est fatigué. Il n'a plus envie de voir les taureaux. Après la mort de son banderillero, il décide d'abandonner l'arène. Sa jeune maîtresse Marilena s'oppose à sa décision ; avec l'aide de l'apoderado de Ricardo, elle convainc le matador de combattre à nouveau. Ricardo accepte de descendre encore une fois dans l'arène.

## Citation
« Je suis peut-être un malade. En tout cas, la vue des taureaux me fait un effet que je ne peux pas surmonter. À cette époque de l'année, j'arrive à imaginer qu'il n'y en a plus nulle part, que la race est morte. Puis j'ai, tout à coup, le souvenir matériel, la sensation de la masse chaude qui vous touche, qui vous mouille de sang, du souffle du naseau qui vous brûle les jambes. D'autres disent qu'ils jouissent à ce contact. Moi je souffre de toute ma peau. »

— Joseph Peyré, Sang et Lumières, Grasset, Paris, 1935

## Éditions
Ce roman a été publié chez plusieurs éditeurs.
- Éditions Grasset, 1935 — édition originale
- J. Ferenczi et fils, coll. « Le livre moderne illustré », (no 293), illustrations de Georges Tcherkessof, 1938
- Éditions Grasset, coll. « Pourpre », 1951
- Le Livre de poche, (no 533), 1959
- Éditions de l'imprimerie nationale de Monaco, Monaco, coll. « Les prix Goncourt » en deux tomes, 1951
- Club français du livre, coll. « Club des amis du livre. Le Meilleur livre du mois », 1961
- Pierre de Tartas, dessins et lithographies de Hans Erni, 1962
- Presses de la Cité, coll. « Super », (no 137), illustrations de Michel Gourlier, 1967
- Éditions Rencontre, Lausanne, 1970
- Éditions Grasset, coll. « Les Cahiers rouges », (no 98), 1989,  (ISBN 978-2-246-15572-0).

## Adaptation au cinéma
- 1954 : Sang et Lumières de Georges Rouquier, avec Daniel Gélin et Zsa Zsa Gabor